# 坦帕湾
坦帕湾（英語：Tampa Bay）位于美国佛罗里达州西海岸中部，与墨西哥湾相连，周边有馬納提郡、皮尼拉斯縣和希斯波羅郡以及坦帕、圣彼得斯堡和克利尔沃特等城市。
横跨坦帕湾的阳光高架桥世界上最长的混凝土斜拉橋。